# Apremont (Ain)
Apremont – miejscowość i gmina we Francji, w regionie Owernia-Rodan-Alpy, w departamencie Ain.

## Demografia
Według danych na rok 2020 gminę zamieszkiwało 379 osób, a gęstość zaludnienia wynosiła 26,0 osób/km².